# Le Prix Martin
Pour les articles homonymes, voir Martin.
Le Prix Martin est une comédie en trois actes d'Eugène Labiche, en collaboration avec Émile Augier, créée au théâtre du Palais-Royal à Paris le 5 février 1876. C'est la 174ème pièce de Labiche (sur 176).
Flaubert, l'auteur de Bouvard et Pécuchet, a aimé cette pièce qu'il qualifia de « bijou » dont le dénouement est un « chef-d'œuvre d'originalité et de profondeur ». La comédie ne dépassa cependant pas les 20 représentations. 
Elle a paru aux éditions Dentu.

## Argument
Deux grands amis, Ferdinand Martin et Agénor Montgommier passent leur temps à jouer aux cartes (le bésigle). Ils « sont sexuellement en retraite et [...] voudraient enfin être tranquilles » (P. Stein). La femme de Ferdinand, Loïsa le trompe depuis trois ans avec Agénor : son mari est trop tranquille, et il ronfle. Mis au fait de la situation, Ferdinand veut laver son honneur : Agénor devra créer le « prix Martin » pour le meilleur mémoire sur l’infamie qu'il y a à prendre la femme de son ami, doté de 22.500 francs. Mais le cousin étranger de Ferdinand, Hernandez Martinez, est surpris aux pieds de Loïsa. Il l'emmène dans son pays lointain.

## Études
- Violaine Heyraud, « Les étrangers conquérants dans le vaudeville. Feydeau après Labiche », N. Coutelet et I. Moindrot (dir.), L’altérité en spectacle, 1789-1918, Rennes, PUR, 2015.
- Ignacio Ramos Gay, « Un aztèque de vaudeville: “Le Prix Martin”, d’Eugène Labiche », Studi francesi, 182 LXI/II, 2017, p. 249-260

## Distribution de la création
| Rôle                           | Acteur            |
| Personnage                     | Acteur ou actrice |
| ------------------------------ | ----------------- |
| Ferdinand Martin               | Geoffroy          |
| Hernandez Martinez             | Brasseur          |
| Agénor Montgommier             | Gil-Pérès         |
| Edmond Bartavelle              | Charles Numa      |
| Pionceux, domestique de Martin | Lassouche         |
| Loïsa, femme de Martin         | M. Magnier        |
| Bathilde Bartavelle            | Eugénie Lemercier |
| Groosback, servante d'auberge  | Mme Raymonde      |

## Représentations modernes
- 2013, Odéon Théâtre de l'Europe, mise en scène Peter Stein avec Jacques Weber dans le rôle de Ferdinant, proche des caricatures de Daumier et Laurent Stocker dans celui d'Agénor. Autres rôles : Christine Citti, Loïsa, Pedro Casablanc, Hernandez Martinez, Jean-Damien Barbin, Pionceux (frère de lait de Ferdinand).

Décor Ferdinand Woegerbauer. Costumes Anna Maria Heinrich. Lumière Joachim Barth. Maquillage et coiffure Cécile Kretschmar
- 2017, Compagnie du Strapontin, Poussan, mise en scène Marie Anne Mouraret